# Bruno Bacchetti
Bruno Bacchetti (Trieste, 30 luglio 1925 – agosto 1993) è stato un calciatore italiano, di ruolo portiere.

## Carriera
Giocò in Serie A con la maglia della Triestina, passa alla Spal in Serie B in cambio di Antonio Nuciari.